# 名田島インターチェンジ
名田島インターチェンジ（なたじまインターチェンジ）は、山口県山口市名田島の国道2号小郡道路のインターチェンジ。
山口県道61号山口小郡秋穂線と接続しているため、下関方面から山口市秋穂地区へのアクセスに便利なICである。

## 道路
- E2 国道2号小郡道路

## 接続する道路
- 山口県道61号山口小郡秋穂線

## 周辺
- 山口南総合センター

## 隣
E2 小郡道路
陶IC - 名田島IC - 小郡IC